# Adolf Brecher
Adolf Brecher (* 24. Juni 1836 in Aken (Elbe); † 21. November 1901 in Berlin) war ein deutscher Pädagoge und Historiker.

## Leben
Brecher besuchte die Schulen in Aken, Köthen, Wittenberg und das Friedrich-Wilhelm-Gymnasium in Berlin. 1857 begann er an der Universität Halle-Wittenberg ein Studium der Theologie und erwarb sich hier die Berechtigung zur öffentlichen Wortverkündigung (licentia concionandi). Seine Studien setzte er 1860 an der Friedrich-Wilhelms-Universität Berlin fort, wo er sich vor allem auf philologische und geschichtliche Vorlesungen konzentrierte. Im Herbst 1861 erhielt er eine Stelle als Kollaborator in Greifenberg und wurde kurz darauf Mitglied des Kandidaten-Konvikts am Kloster Unser Lieben Frauen in Magdeburg. In Halle promovierte er 1862 zum Doktor der Philosophie und absolvierte an der dortigen Universität sein Lehramtsexamen (pro facultate docendi).
Ostern 1864 wurde Brecher Hilfslehrer am Friedrichs-Gymnasium Berlin und erhielt daselbst im Herbst des erwähnten Jahres eine ordentliche Lehrerstelle. Ostern 1868 wechselte er als Oberlehrer an das Sophien-Gymnasium und Realgymnasium, war zugleich Geschichtslehrer an der Berliner Preußischen Kriegsakademie und Mitglied der Ober-Militär-Examinations-Kommission. 1877 erhielt er den Titel eines Professors. Brecher hatte zahlreiche Artikel in der Allgemeinen Deutschen Biographie und zu der Encyklopädie der neueren Geschichte von Friedrich Ludwig Wilhelm Herbst (1825–1882) verfasst. Er veröffentlichte auch Karten zur Geschichte Preußens, Sachsen-Thüringens, Bayerns, Süddeutschlands, des Elsass und der Pfalz. Aus seiner konservativen Haltung heraus wurde er einer der Unterzeichner der antisemitischen Gegenerklärung gegen die Berliner Notabeln-Erklärung vom 12. November 1880.

## Werke
- Darstellung der territorialen Entwicklung des Brandenburg-Preussischen Staates von 1415 bis jetzt. Berlin 1868. (15. Aufl. bis 1897)
- Die Lage des Comitium und der Curia Hostilia im Verhältnis zum Forum. Berlin 1870.
- Beiträge zur Literatur der Reformationszeit. Gotha 1872.
- Napoleon I. und der Überfall des Lützowschen Freikorps am 17. Juni 1813. Berlin 1897.
- Neue Beiträge zum Briefwechsel der Reformatoren und ihnen nahestehender Männer. In: Zeitschrift für die historische Theologie (ZHTh). Verlag Friedrich Andreas Perthes, Gotha 1872, Bd. 42, 3. Heft, S. 323–411.
- Darstellung der Gebietsveränderungen in den Ländern Sachsens und Thüringens vom 12. Jahrhundert bis heute. Berlin 1888.